# Polsat

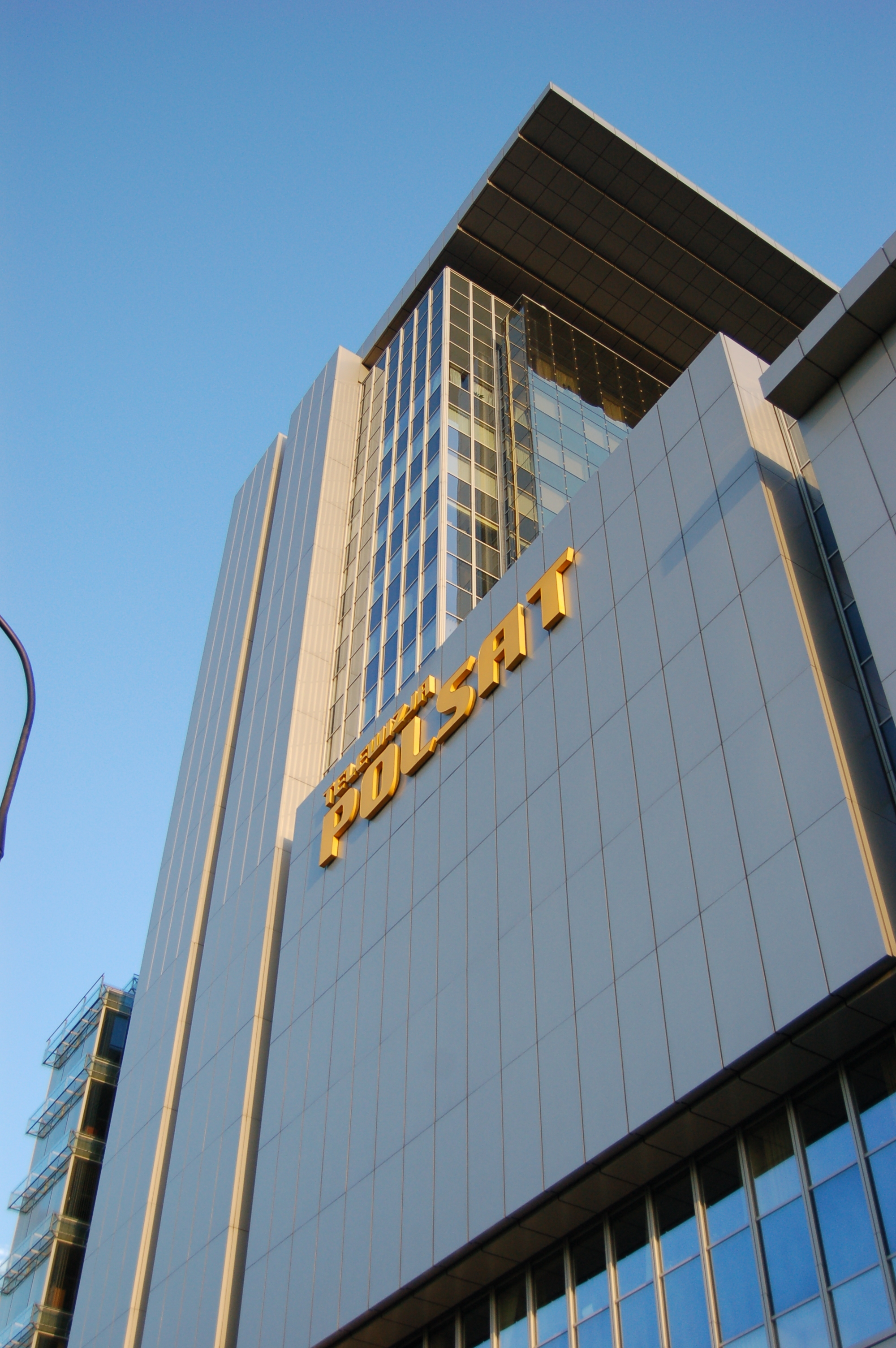
Polsats huvudkontor i Warszawa

Telewizja Polsat S.A. är ett polskt TV-företag. De startade som en satellitkanal baserad i Nederländerna, den 5 december 1992 och två år senare fick man tillstånd att sända i det polska marknätet.

## Kanaler
- Polsat
- Polsat HD
- Polsat 2
- TV 4
- TV 6

- Polsat News
- wydarzenia 24
- Polsat news 2

- Polsat Sport
- Polsat Sport HD
- Polsat Sport Extra
- Polsat sport fight
- Polsat Sport News

- Polsat Film
- Polsat Cafe
- Polsat Play
- Polsat JimJam
- Polsat Sport premium (1,2)
- Polsat Sport premium ppv (3-6)
- Polsat Doku
- Polsat Seriale
- Super Polsat
- CI Polsat
- Polsat viasat history
- Polsat viasat explore
- Polsat viasat nature
- Polsat music
- DISCO POLO MUSIC
- Polsat film 2
- Polsat reality
- Polsat x